# Vicariato apostólico de Izabal
El vicariato apostólico de Izabal (en latín: Vicariatus Apostolicus Izabalensis) es una circunscripción eclesiástica de la Iglesia católica en Guatemala. Se trata de un vicariato apostólico latino, inmediatamente sujeto a la Santa Sede. Desde el 23 de diciembre de 2022 su vicario apostólico es Miguel Ángel Martínez Méndez.

## Territorio y organización
El vicariato apostólico tiene 9038 km² y extiende su jurisdicción sobre los fieles católicos de rito latino residentes en el departamento de Izabal. 
La sede del vicariato apostólico se encuentra en la ciudad de Puerto Barrios, en donde se halla la Catedral de la Inmaculada Concepción.
En 2020 en el vicariato apostólico existían 18 parroquias.

## Historia
La administración apostólica de Izabal fue erigida el 30 de abril de 1968 con el decreto Cum territorialum de la Congregación para los Obispos, obteniendo el territorio de la diócesis de Zacapa.
El 12 de marzo de 1988 la administración apostólica fue elevada a vicariato apostólico con la bula Qui arcano del papa Juan Pablo II, quien, ese mismo día, con la carta apostólica Manifesta iam diu, proclamó a la Santísima Virgen María, venerada con el título de Inmaculada Concepción, como patrona principal del vicariato apostólico.

## Estadísticas
Según el Anuario Pontificio 2021 el vicariato apostólico tenía a fines de 2020 un total de 233 700 fieles bautizados.
| Año                                                                             | Población            | Población | Población      | Sacerdotes | Sacerdotes    | Sacerdotes    | Bautizados por sacerdote | Diáconos permanentes | Religiosos | Religiosos | Parroquias |
| Año                                                                             | Bautizados católicos | Total     | % de católicos | Total      | Clero secular | Clero regular | Bautizados por sacerdote | Diáconos permanentes | Varones    | Mujeres    | Parroquias |
| ------------------------------------------------------------------------------- | -------------------- | --------- | -------------- | ---------- | ------------- | ------------- | ------------------------ | -------------------- | ---------- | ---------- | ---------- |
| 1970                                                                            | 180 000              | 200 000   | 90.0           | 13         |               | 13            | 13 846                   |                      | 15         | 19         | 8          |
| 1976                                                                            | 195 000              | 220 000   | 88.6           | 13         |               | 13            | 15 000                   |                      | 14         | 22         | 8          |
| 1980                                                                            | 209 600              | 242 500   | 86.4           | 12         | 1             | 11            | 17 466                   |                      | 12         | 18         | 9          |
| 1990                                                                            | 230 000              | 303 000   | 75.9           | 16         | 5             | 11            | 14 375                   |                      | 15         | 32         | 13         |
| 1990                                                                            | 230 000              | 303 000   | 75.9           | 16         | 5             | 11            | 14 375                   |                      | 15         | 32         | 13         |
| 1999                                                                            | 250 000              | 375 000   | 66.7           | 23         | 6             | 17            | 10 869                   | 2                    | 20         | 47         | 13         |
| 2000                                                                            | 250 000              | 375 000   | 66.7           | 20         | 2             | 18            | 12 500                   | 2                    | 21         | 47         | 13         |
| 2001                                                                            | 250 000              | 375 000   | 66.7           | 18         | 12            | 6             | 13 888                   | 1                    | 9          | 47         | 13         |
| 2002                                                                            | 250 000              | 375 000   | 66.7           | 17         | 11            | 6             | 14 705                   | 2                    | 10         | 51         | 13         |
| 2003                                                                            | 250 000              | 375 000   | 66.7           | 16         | 10            | 6             | 15 625                   | 2                    | 10         | 51         | 13         |
| 2004                                                                            | 250 000              | 375 000   | 66.7           | 10         | 3             | 7             | 25 000                   | 1                    | 10         | 51         | 13         |
| 2010                                                                            | 280 000              | 419 000   | 66.8           | 24         | 20            | 4             | 11 666                   | 9                    | 9          | 46         | 15         |
| 2014                                                                            | 308 000              | 461 200   | 66.8           | 25         | 20            | 5             | 12 320                   |                      | 10         | 54         | 18         |
| 2017                                                                            | 219 000              | 455 982   | 48.0           | 31         | 26            | 5             | 7064                     |                      | 9          | 47         | 18         |
| 2020                                                                            | 233 700              | 486 576   | 48.0           | 24         | 19            | 5             | 9737                     |                      | 7          | 47         | 18         |
| Fuente: Catholic-Hierarchy, que a su vez toma los datos del Anuario Pontificio. |                      |           |                |            |               |               |                          |                      |            |            |            |

Existen 210 ministros extraordinarios de Eucaristía y 2 seminaristas.

## Episcopologio
- Gerardo Humberto Flores Reyes † (9 de mayo de 1969-7 de octubre de 1977 nombrado obispo de Verapaz)
- Luis María Estrada Paetau, O.P. † (27 de octubre de 1977-12 de junio de 2004 renunció)
- Gabriel Peñate Rodríguez (21 de mayo de 2004-26 de julio de 2011 renunció)[nota 2]
- Domingo Buezo Leiva (9 de febrero de 2013-16 de julio de 2021 nombrado obispo de Sololá-Chimaltenango)[nota 3]
- Miguel Ángel Martínez Méndez, desde el 23 de diciembre de 2022